# Окололунная орбита
Окололу́нная орби́та (также селеноцентри́ческая орби́та) — орбита движения тела вокруг Луны. Апоцентр и перицентр такой орбиты соответственно называют апоселе́нием и периселе́нием.

## История использования
Первым искусственным космическим аппаратом, запущенным к Луне, была «Луна-1», запущенная 4 января 1959 года; выход аппарата на орбиту вокруг Луны запланирован не был, она прошла в 6 тыс. км от Луны. «Луна-3», запущенная 4 октября 1959 года и получившая первый снимок обратной стороны Луны, была первым аппаратом, прошедшим по траектории свободного возврата вокруг Луны, и также не выходила на селеноцентрическую орбиту как таковую. «Луна-10» была первым аппаратом, вышедшим на неё в апреле 1966 года, и пробыла на ней около месяца. Первым американским аппаратом, вышедшим на окололунную орбиту 14 августа 1966 года, был «Лунар орбитер-1». Последним из выведенных на орбиту вокруг Луны аппаратов на начало 2014 года является космический аппарат LADEE.

## Пилотируемый облёт
Первым пилотируемым аппаратом, вышедшим на окололунную орбиту, был «Аполлон-8». Всего на окололунной орбите побывало 22 американских астронавта, все — в рамках программы «Аполлон». Суайгерт и Хейз непосредственно на саму орбиту не выходили, хотя и выполнили облёт вокруг Луны в ходе полёта «Аполлона-13».
На создание обитаемой орбитальной станции на окололунной орбите нацелен проект Lunar Orbital Platform-Gateway.

## Стабильность окололунных орбит
Абсолютное большинство окололунных орбит не являются устойчивыми, так как низкие орбиты быстро деградируют из-за воздействия лунных масконов, а высокие — из-за гравитационного возмущения Земли и Солнца. В результате любой спутник Луны относительно быстро (за время от нескольких дней до нескольких лет) либо столкнётся с поверхностью Луны при понижении перицентра его орбиты, либо покинет окололунную орбиту. Этим объясняется отсутствие у Луны каких либо долговременных естественных спутников. Однако выбор параметров орбиты, основанный на очень точном учёте гравитационных аномалий (так называемые «замороженные орбиты»), может значительно увеличить это время. Эти орбиты были открыты в 2001 году, после подробного картографирования лунной поверхности.